# Лебер, Георг
Гео́рг Лебе́р (нем. Georg Leber; 7 октября 1920, Обертифенбах — 21 августа 2012, Шёнау-ам-Кёнигсзе) — немецкий политик от партии СДПГ, бывший министр транспорта, почты, обороны ФРГ.

## Биография
По окончании начальной школы в Обертифенбахе освоил профессию каменщика. После службы в люфтваффе во время Второй мировой войны Лебер присоединился к СДПГ в 1947 году.
В 1949 году был избран секретарём лимбургского отделения профсоюза IG Bau-Steine-Erden, три года спустя занимал должность редактора профсоюзной газеты «Фундамент» (Der Grundstein). В 1955 году занял пост второго председателя профсоюза IG Bau-Steine-Erden и наконец в 1957 году возглавил его, сохранив этот пост до 1966 года.
В 1957 году был избран в бундестаг, членом которого оставался до 1983 года.
В 1966 году был назначен на должность министра транспорта в коалиции СДПГ/СвДП. Сохраняя эту должность, в 1969 году он принял также пост министра связи и почты ФРГ.
В 1972 году подал в отставку с обеих должностей, чтобы сменить Гельмута Шмидта на посту министра обороны Западной Германии. Были открыты военные училища в Мюнхене и Гамбурге. Популярность его была довольно высока, хотя уже в первые месяцы руководства ведомством политику пришлось столкнуться с неприятностями и необходимостью принятия нелёгких решений. 11 сентября 1972 года, спустя всего несколько дней после террористической акта, совершённого группировкой «Чёрный сентябрь», в небе был зафиксирован неопознанный самолёт, который не отзывался на запросы с земли. Самолёт явно летел на Мюнхен, где в тот момент проходила церемония закрытия ХХ Олимпийских игр. Вероятность теракта была высока, и министр стоял перед непростым выбором. Только за пару минут до приказа сбить самолёт связь с пилотами финского лайнера удалось восстановить. Выяснилось, что у них была неисправна бортовая электроника.
29 ноября 1973 года он объявляет в правительственном заявлении перед немецким бундестагом новую стратегию развития бундесвера. В рамках этой стратегии армия значительно увеличивалась. Сухопутные войска получали дополнительно около трёх бригад. С 1975 года впервые было дозволено женщинам становиться офицерами медицинской службы.
Подал в отставку 15 февраля 1978 года вопреки воле федерального канцлера Гельмута Шмидта, взяв тем самым на себя ответственность за использование систем прослушивания в здании Агентства военной контрразведки. Как выяснилось впоследствии, эти обвинения были ошибочными. Министр узнал о нелегальной «прослушке» только в начале 1978 года, но сообщил об этом бундестагу только после скандальной публикации в журнале «Quick».
В 1979—1983 годах занимал должность заместителя председателя бундестага.
Похоронен на нагорном кладбище Берхтесгадена.

## Звания и награды
- Почётный гражданин Обертифенбаха с 1969
- Почётный гражданин Швальбаха с 1970
- Орден за заслуги перед ФРГ со звездой (1969), плечевой лентой (1973) и большим крестом 1-й степени (1976)
- Почётный доктор Тюбингенского университета с 1980
- Премия Людгера-Вестрика (1983)
- Баварский орден «За заслуги» (1984)
- Премия Теодора Хойса (1985)

## Публикации
- Vermögensbildung in Arbeitnehmerhand, Издательство «Europäische», Франкфурт-на-Майне 1964.
- Programm zur Gesundung des deutschen Verkehrswesens, Ведомство печати и информации при федеральном правительстве, Бонн 1967.
- Vom Frieden, Издательство «Seewald», Штутгарт 1979, ISBN 3-512-00571-3